# Теодо III
Теодо III (на немски: Theodo III.; * 770; † сл. 793) e през 776 г. съ-владетел на Херцогство Бавария от династията Агилолфинги.

## Живот
Син е на Тасило III, последният херцог на Бавария от династията Агилолфинги, и на Луитперга, дъщеря на последния лангобардски крал Дезидериус и Анса. Внук е по бащина линия на херцог Одило от Бавария и Хилтруда, която е дъщеря на Карл Мартел и първата му съпруга Ротруда от Трир и сестра на Пипин III, който е баща на Карл Велики. По майчина линия е племенник на Аделхис и на Герперга, първата съпруга на Карл Велики.
През 772 г. e кръстен в Рим от папа Адриан I. През 776 г. баща му го издига за съ-владетел, но Карл Велики го подчинява и той става пленник при него. След смъкването на Тасило III от трона през 788 г. по политически причини от Карл Велики, цялата Агилолфингер фамилия е сложена в различни манастири. Теодо е направен монах в манастир Св. Максимин в Трир.
Карл Велики прекарва две зими (791 – 793) в баварския херцогски град Регенсбург, за да наблюдава лично присъединението на Бавария към Франкското царство и поставя своя зет швабския граф Геролд за префект.